# El Chapo – Im Namen des Kartells
El Chapo – Im Namen des Kartells (Originaltitel: The Legend of Shorty) ist ein US-amerikanischer Dokumentarfilm über El Chapo.

## Handlung
Der Film dokumentiert El Chapos Kindheit in armen Verhältnissen, sowie seinen Aufstieg und Fall und behandelt seine Person als internationale Ikone des Drogenhandels und den Drogenschmuggel in die USA durch sein Sinaloa-Kartell. Beleuchtet wird seine Arbeit für Miguel Ángel Félix Gallardo vom Guadalajara-Kartell, welches mit dem kolumbianischen Medellín-Kartell von Pablo Escobar kooperierte. Weitere Themen sind die im Auftrag von Guzmán erbauten Tunnel durch die diverse Mengen von Drogen über Landesgrenzen geschleust wurden, sowie die Aufteilung des Einflussgebiets von Félix Gallardo nach dessen Verhaftung im Jahr 1989, wodurch das Guadalajara-Kartell in fünf verschiedene Organisationen in Tijuana, Ciudad Juárez, Sonora, Tamaulipas und Sinaloa aufging; letztere wurde von El Chapo kontrolliert. Der Film behandelt den Versuch der Übernahme von Tijuana durch Chapos Organisation und den daraus entstandenen Krieg mit den Arellano-Félix-Brüdern Ramón und Benjamín, sowie seine Verhaftung im Juni 1993 und seinen extravaganten Lebensstil hinter Gittern und seine Flucht im Januar 2001 aus dem Hochsicherheitsgefängnis von Puente Grande. Es wird von Guzmáns brutalem Krieg mit der paramilitärischen Gruppe Los Zetas berichtet, der durch seinen Versuch entstand, das Golf-Kartell aus Tamaulipas zu beseitigen. Ebenso geht es um seinen Krieg mit dem Juárez-Kartell. Des Weiteren liefert uns der Film Details über Chapos Ehe mit Emma Coronel Aispuro und den Verrat durch die Brüder des späteren Beltrán-Leyva-Kartells, Ende der 2000er Jahre. Erneut geht es um eine Verhaftung von El Chapo, die zweite, diesmal im Februar 2014 und die Suche nach ihm, nach seiner erneuten spektakulären Flucht aus dem Hochsicherheitsgefängnis Altiplano im Jahr 2015, welche ihm durch einen 1,5 Kilometer langen, 1,70 Meter hohen und 80 Zentimeter breiten Tunnel gelang, der seinen Anfang im Duschbereich von Guzmáns Zelle nahm. Das letzte Kapitel des Dokumentarfilms liefert Infos zur größten landesweiten Fahndung und die bisher letzte und filmreife Verhaftung von El Chapo am 8. Januar 2016 in Los Mochis.

## Hintergrund
Der im Auftrag von History durch Peacock Productions produzierte Film wurde im März 2014 in den USA veröffentlicht und im Jahr 2016 erstmals in Deutschland auf Deutsch ausgestrahlt.